# Arno Luboldt
Arno Luboldt (* 10. Juni 1866 in Gera; † 6. März 1915 bei Davia in Südlitauen) war ein deutscher Fabrikant und Politiker (NLP).

## Leben
Luboldt war der Sohn des Kaufmanns und Kommerzienrats Hermann August Lubold aus Gera und dessen Ehefrau Ida Marie geborene Lantz aus Arnstadt. Er war evangelisch-lutherischer Konfession und heiratete am 1. Dezember 1891 in Gera Marie Louise Adele Gladitsch (* 26. Februar 1870 in Weida; † 6. Februar 1944 in Gera), die Tochter des Kaufmanns Paul Hermann Gladitsch in Gera. Aus der Ehe gingen der Sohn Hermann sowie die Töchter Elisabeth und Louise hervor.
Luboldt lebte als Textilfabrikant (Fa. Focke & Luboldt) in Gera. Er war dort Mitglied der Gesellschaft von Freunden der Naturwissenschaft. Politisch vertrat er liberale Positionen und war im Vorstand der NLP tätig. Vom 27. Juli 1907 bis zum 27. November 1913 war er für die Gruppe der Höchstbesteuertsten Abgeordneter im Landtag Reuß jüngerer Linie.
Im Ersten Weltkrieg leistete er Kriegsdienst. Er fiel am 6. März 1915 bei Davia in Südlitauen als Hauptmann durch einen Kopfschuss.
1913 wurde er mit dem fürstlichen Ehrenkreuz III. Klasse mit Krone ausgezeichnet.